# Captain Marvel Jr.

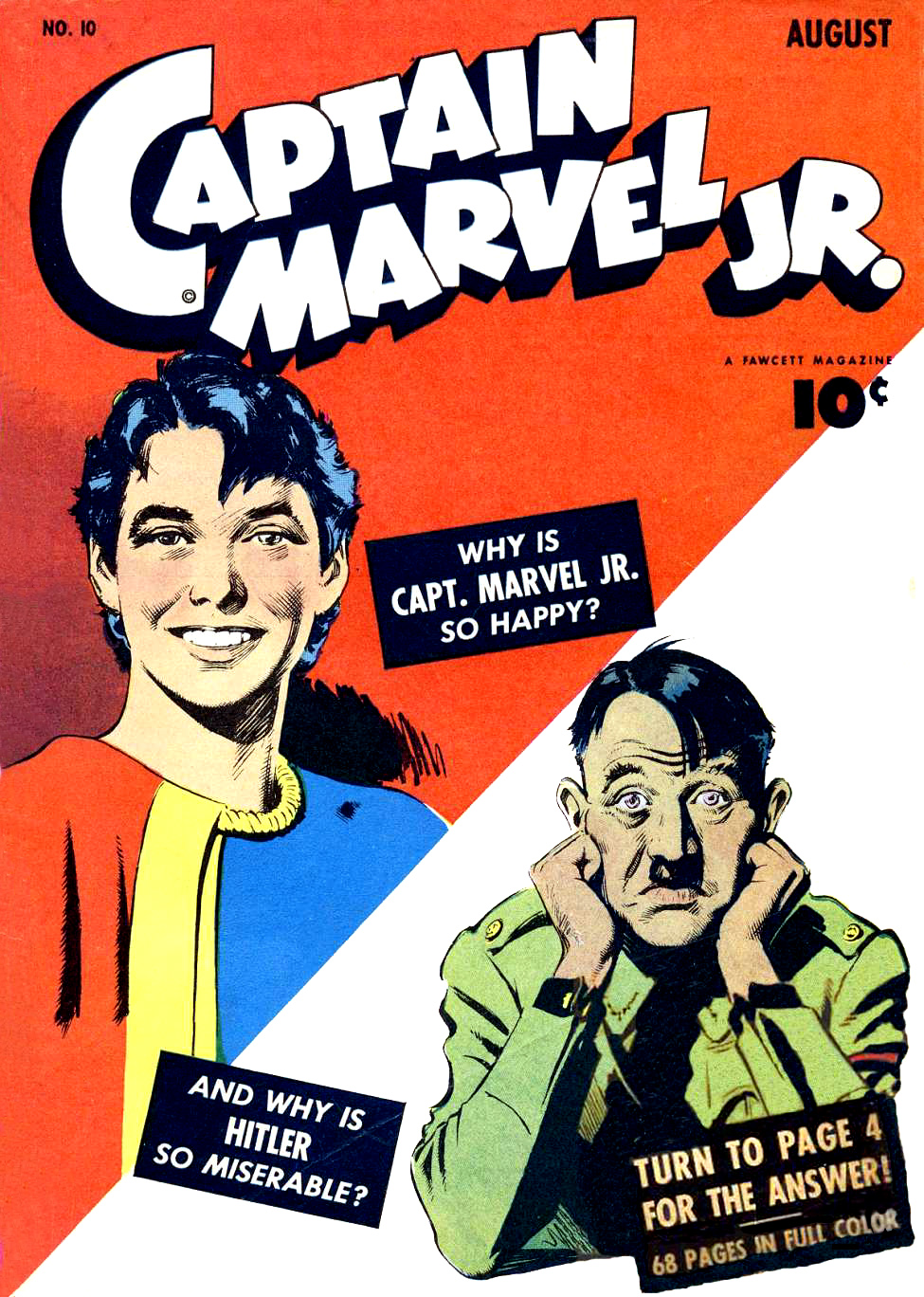

Captain Marvel Jr (har på svenska förekommit under namnet Mirakelpojken), ursprungligen en bifigur i Captain Marvel och utgiven på Fawcett och DC Comics. Kom även ut med egen titel i USA. I Sverige har serien publicerats i Karl-Alfred.

## Handling
Freddy Freeman var ute och fiskade med sin farfar när de attackerades av Captain Nazi som dödade farfadern och lämnade Freddy i tron att han var död. Freddy räddades till livet av Kapten Marvel, men tyvärr kunde hjälten inte rädda honom från att bli handikappad för livet. Med hjälp av trollkarlen Shazam fick Freddy möjligheten att förvandlas till sitt alter-ego närhelst han skrek Captain Marvel! (Tshihibuk! i tidiga svenska översättningar).
I moderna serier kallar sig figuren av förståeliga skäl CM3, för skulle han presentera sig skulle han ofelbart förvandlas.

## Gruppmedlemskap
- Teen Titans
- Crime Crusaders Club